# Васильев, Николай Фёдорович (Герой Советского Союза)
Николай Фёдорович Васильев (1924—1944) — младший сержант Рабоче-крестьянской Красной Армии, участник Великой Отечественной войны, Герой Советского Союза (1944).

## Биография
Николай Васильев родился в 1924 году в селе Чиндант 1-й Ононского района Читинской области в семье крестьянина. Получил неполное среднее образование, работал на приисках в Ононском районе.
В октябре 1942 года Васильев был призван на службу в Рабоче-крестьянскую Красную Армию Ононским районным военным комиссариатом. С того же года — на фронтах Великой Отечественной войны. К июню 1944 года младший сержант Николай Васильев был наводчиком орудия артиллерийской батареи 528-го стрелкового полка 130-й стрелковой дивизии 28-й армии 1-го Белорусского фронта. Отличился во время Белорусской операции.
23 июня 1944 года в ходе разведки боем у деревни Рог Октябрьского района Гомельской области Белорусской ССР Васильев, заменив получившего ранение командира орудия, несмотря на вражеский огонь, переправился вместе с орудием через болото и принял активное участие в отбитии 10 вражеских контратак, уничтожив 3 пулемётные точки. Когда кончились снаряды, Васильев со своим расчётом отражал атаки стрелковым оружием и гранатами. [
7 июля 1944 года у города Барановичи Брестской области Васильев получил тяжёлое ранение, но поля боя не покинул, продолжая поддерживать артиллерийским огнём наступление пехоты.
Указом Президиума Верховного Совета СССР от 25 сентября 1944 года за «образцовое выполнение боевых заданий командования на фронте борьбы с немецкими захватчиками и проявленные при этом мужество и героизм» младший сержант Николай Васильев был удостоен высокого звания Героя Советского Союза.
Награду Васильев получить не успел, так как пропал без вести в декабре 1944 года.
Был также награждён орденом Ленина. В селе Чиндант 1-й установлен обелиск в память о Васильеве.